# Élections générales portoricaines de 1960
Des élections générales ont eu lieu à Porto Rico le 8 novembre 1960. Luis Muñoz Marín, du Parti populaire démocrate, a été réélu gouverneur, tandis que le PPD a également remporté la majorité des voix aux élections à la Chambre des représentants. Le taux de participation était de 84,6%,.

## Résultats

### Gouverneur
| Candidat                      | Parti                             | Votes   | %     |
| ----------------------------- | --------------------------------- | ------- | ----- |
| Luis Muñoz Marín              | Parti populaire démocrate         | 459 759 | 58,20 |
| Luis A. Ferré                 | Parti d'État républicain          | 253 242 | 32,10 |
| Gilberto Concepción de Gracia | Parti indépendantiste portoricain | 76 486  | 9,70  |